# شهرستان توئن
شهرستان توئن (به فرانسوی: Thuin) در استان انو  در منطقه فدرال والوون در کشور بلژیک واقع شده‌است.

## شهرها
1. آندرلو
2. بمانت
3. بنش
4. شیمه
5. ارکولین
6. استین
7. فروآدشپل
8. ام-سور-ار-نلین
9. لوب
10. مربول-شتو
11. مومینی
12. مورلنولز
13. سیوری-رانس
14. توئن